# Thun (förvaltningsdistrikt)
Thun är ett förvaltningsdistrikt (Verwaltungskreis) tillhörande förvaltningsregionen Oberland i kantonen Bern i Schweiz.
Distriktet skapades den 1 januari 2010 av de före detta amtbezirken Thun och delvis Niedersimmental och Seftigen.

## Indelning
Distriktet består av 31 kommuner:
| Vapen                  | Namn                   | Invånare 2023-12-31 | Yta i km² |
| ---------------------- | ---------------------- | ------------------- | --------- |
| Amsoldingen            | Amsoldingen            | 833                 | 4,71      |
| Blumenstein            | Blumenstein            | 1 303               | 15,52     |
| Buchholterberg         | Buchholterberg         | 1 538               | 15,33     |
| Burgistein             | Burgistein             | 1 094               | 7,52      |
| Eriz                   | Eriz                   | 475                 | 21,78     |
| Fahrni                 | Fahrni                 | 810                 | 6,68      |
| Forst-Längenbühl       | Forst-Längenbühl       | 770                 | 4,50      |
| Gurzelen               | Gurzelen               | 898                 | 4,52      |
| Heiligenschwendi       | Heiligenschwendi       | 731                 | 5,55      |
| Heimberg               | Heimberg               | 7 058               | 5,44      |
| Hilterfingen           | Hilterfingen           | 4 082               | 2,81      |
| Homberg                | Homberg                | 490                 | 6,51      |
| Horrenbach-Buchen      | Horrenbach-Buchen      | 227                 | 20,40     |
| Oberhofen am Thunersee | Oberhofen am Thunersee | 2 492               | 2,71      |
| Oberlangenegg          | Oberlangenegg          | 484                 | 9,16      |
| Pohlern                | Pohlern                | 243                 | 9,87      |
| Reutigen               | Reutigen               | 1 055               | 11,29     |
| Seftigen               | Seftigen               | 2 177               | 3,89      |
| Sigriswil              | Sigriswil              | 4 891               | 55,41     |
| Steffisburg            | Steffisburg            | 16 467              | 14,84     |
| Stocken-Höfen          | Stocken-Höfen          | 1 017               | 14,22     |
| Teuffenthal            | Teuffenthal (BE)       | 164                 | 4,53      |
| Thierachern            | Thierachern            | 2 504               | 7,53      |
| Thun                   | Thun                   | 43 905              | 21,57     |
| Uebeschi               | Uebeschi               | 731                 | 4,42      |
| Uetendorf              | Uetendorf              | 6 001               | 10,17     |
| Unterlangenegg         | Unterlangenegg         | 1 080               | 6,80      |
| Uttigen                | Uttigen                | 2 179               | 3,81      |
| Wachseldorn            | Wachseldorn            | 229                 | 3,51      |
| Wattenwil              | Wattenwil              | 3 198               | 14,54     |
| Zwieselberg            | Zwieselberg            | 316                 | 2,46      |